# مائوریتزیو اسکاراموچی
مائوریتزیو اسکاراموچی (انگلیسی: Maurizio Scaramucci؛ زادهٔ ۲۱ اوت ۱۹۷۰) بازیکن فوتبال اهل ایتالیا است.